# Citheronia lobesis
Citheronia lobesis är en fjärilsart som beskrevs av Rothschild 1907. Citheronia lobesis ingår i släktet Citheronia och familjen påfågelsspinnare. Inga underarter finns listade i Catalogue of Life.